# Bleda syndactylus
Bleda syndactylus là một loài chim trong họ Pycnonotidae.